# Långgölen (Lerbäcks socken, Närke)
Långgölen är en sjö i Askersunds kommun i Närke och ingår i Motala ströms huvudavrinningsområde.